# كوستيانتين بالابانوف
كوستيانتين بالابانوف (بالأوكرانية: Балабанов Костянтин Олексійович)‏ هو لاعب كرة قدم أوكراني في مركز الهجوم، ولد في 13 أغسطس 1982 في Kiliia ‏ في أوكرانيا. شارك مع منتخب أوكرانيا لكرة القدم. أما مع النوادي، فقد لعب مع تشورنومورتس أوديسا ونادي أوليكساندريا ونادي دنيبرو دنيبروبتروفسك.

## وصلات خارجية
- الموقع الرسمي
- كوستيانتين بالابانوف على موقع اتحاد أوكرانيا (الإنجليزية)
- كوستيانتين بالابانوف على موقع قاعدة بيانات كرة القدم.إي يو (الإنجليزية)
- كوستيانتين بالابانوف على موقع ناشيونال فوتبول تيمز (الإنجليزية)
- كوستيانتين بالابانوف على موقع Soccerway.com (الإنجليزية)